# Марковський Іван Зіновійович
Іван Зіновійович Марковський (27 березня 1901, село Волковичі, Гродненська губернія — 18 січня 1978, місто Кривий Ріг) — український радянський державний діяч, в.о. 1-го секретаря Запорізького міського комітету КП(б)У, директор Дніпропетровського металургійного заводу імені Г. Петровського.

## Життєпис
Народився в родині бідного селянина. З 1915 по 1917 рік наймитував. З 1917 року працював чорноробом на різних заводах міста Катеринослава.
Член РКП(б) з 1919 року.
З 1919 року — в Червоній армії, учасник Громадянської війни в Росії. Служив у складі 30-ї Іркутської стрілецької дивізії.
У квітні 1920 року обраний до складу Кодацького районного комітету КП(б)У міста Катеринослава. У 1921 році — секретар Кодацького районного комітету комсомолу.
До 1926 року — на політичній роботі в Червоній армії: військовий комісар окремого кавалерійського ескадрону.
У 1926—1928 роках — інструктор, завідувач відділу Кодацького районного комітету КП(б)У міста Катеринослава.
У 1928—1932 роках — студент Дніпропетровського металургійного інституту, інженер-металург прокатник.
У 1932—1936 роках — інженер тресту «Криворіжбуд» Дніпропетровської області. У 1936—1937 роках — старший інженер, начальник зміни, заступник начальника доменного цеху Дніпропетровського металургійного заводу імені Г. Петровського.
26 серпня — 14 жовтня 1937 року — в.о. 1-го секретаря Запорізького міського комітету КП(б)У Дніпропетровської області.
У 1937—1938 роках — директор Дніпропетровського металургійного заводу імені Г. Петровського.
У 1939—1941 роках працював на Криворізькому металургійному заводі.
У 1941—1944 роках — начальник прокатного цеху Нижньотагільского металургійного комбінату Свердловської області. Після війни залишився працювати на металургійних комбінатах Уралу. У 1956 році переїхав до міста Кривого Рогу Дніпропетровської області.
У 1956—1966 роках — керівник проєктного відділу, начальник сортопрокатного цеху № 1, голова профкому (з 1959 проку), заступник головного інженера Криворізького металургійного комбінату імені Леніна.
З 1966 року — персональний пенсіонер республіканського значення в місті Кривому Розі.

## Нагороди
- орден Червоного Прапора
- орден Трудового Червоного Прапора
- медаль «За доблесну працю у Великій Вітчизняній війні 1941—1945 рр.»
- медаль «За трудову доблесть»
- медалі
- почесний громадянин Кривого Рогу (23.01.1968)